# The Prisoner (1923)
The Prisoner is een Amerikaanse dramafilm uit 1923 onder regie van Jack Conway. De film is wellicht zoekgeraakt.

## Verhaal
Op reis in Europa ontmoet Philip Quentin zijn ex-liefje Dorothy Garrison. Hij komt erachter dat ze verloofd is met prins Ugo Ravorelli, die Philip herkent als een man die in Brazilië gezocht wordt voor moord. Hij ontsnapt aan een duel met de prins en ontvoert Dorothy vervolgens op haar bruiloft. Eerst is ze woedend op hem, maar ze beseft dat ze nog gevoelens heeft voor Philip, wanneer hij haar redt uit de klauwen van Courant, een handlanger van de prins.

## Rolverdeling
| Acteur            | Personage           |
| ----------------- | ------------------- |
| Herbert Rawlinson | Philip Quentin      |
| Eileen Percy      | Dorothy Garrison    |
| George Cowl       | Lord Bob            |
| June Elvidge      | Lady Francis        |
| Lincoln Stedman   | Dickey Savage       |
| Gertrude Short    | Lady Jane           |
| Bertram Grassby   | Prins Ugo Ravorelli |
| Mario Carillo     | Graaf Sallonica     |
| Hayford Hobbs     | Hertog Laselli      |
| Lillian Langdon   | Mevrouw Garrison    |
| Bert Sprotte      | Courant             |
| Boris Karloff     | Prins Kapolski      |
| Esther Ralston    | Marie               |
| J.P. Lockney      | Pastoor Bivot       |